# Nellie Tayloe Ross
Nellie Davis Ross (29. listopadu 1876 – 19. prosince 1977) byla americká kantorka a politička, která se stala 14. guvernérkou státu Wyoming a jako první žena byla zvolena za demokratickou stranu, také jako první žena se stala ředitelkou mincovny Spojených států. Měla šest sourozenců. Před občanskou válkou rodina Nellie vlastnila plantáž a měla přibližně 100 otroků

## Život
Narodila se v St. Joseph v Missouri. Její otec James Wynns Tayloe pocházel ze státu Tennessee, její matkou byla Elizabeth Blair Green. V roce 1884 se její rodina přestěhovala do Kansasu. Maturovala v roce 1892 na Milltonvalské střední škole, poté se stala učitelkou ve školce.
V roce 1902 se vdala za Williama B. Rosse, se kterým se seznámila při návštěvě příbuzných v Tennessee. Ross zemřela ve 101 letech ve Washingtonu DC.

### Politická kariéra
Její manžel byl v roce 1922 zvolen guvernérem Wyomingu. Zemřel v roce 1924 na komplikace po operaci slepého střeva. Nellie se rozhodla ve zvláštních volbách kandidovat a volby vyhrála se ziskem 43 323 hlasů (55,12 %). 5. ledna 1925 se stala první guvernérkou. Pokračovala v politice svého manžela, tj. snížení daní farmářům, zákaz dětské práce a zpřísnění prohibice. V roce 1926 šla znovu do voleb, ale byla těsně poražena. Působila v prezidentské kampani Al Smitha, byla dokonce zvolena jako viceprezidentka.

### Ředitelka Mincovny USA
3. května 1933 byla jmenována ředitelkou mincovny, byla tak první ženou na této pozici. Po letech, kdy mincovna kvůli slabé poptávce neměla moc zakázek, se požadavky zvýšily a vedoucí byli nuceni zavést provoz na 3 směny.

### Po aktivní kariéře
Po své aktivní politické kariéře hodně cestovala a přispívala do časopisů. Byla nejstarší žijící exguvernérkou. Byla pohřbena na hřbitově Lakeview Cheyenne.